# Taylor Wily

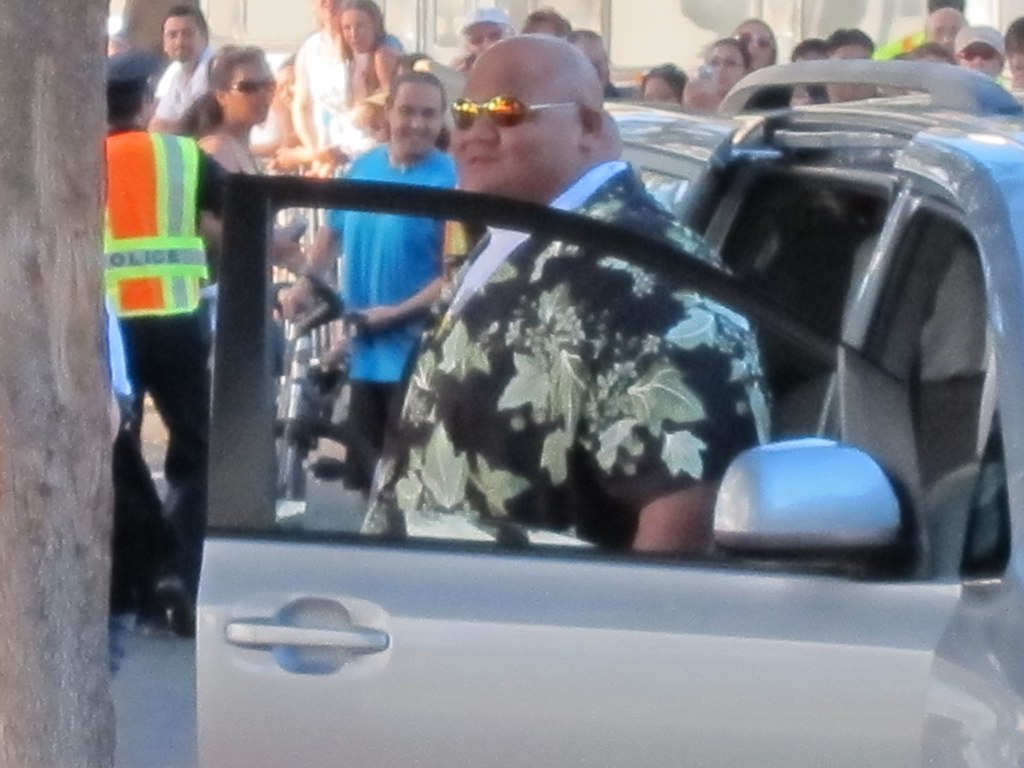
Taylor Wily (2011)

Taylor Wily (* 14. Juni 1968 in Honolulu, Hawaii; † 20. Juni 2024 in Hurricane, Utah), auch bekannt als Teila Tuli und Takamikuni, war ein US-amerikanischer Schauspieler, Mixed-Martial-Arts-Kämpfer und Sumōringer. Bekannt wurde er durch seine Rolle des Kamekona Tupuola in der Krimiserie Hawaii Five-0.

## Leben
Mit 17 Jahren zog der 1,88 m große Wily nach Japan, wo er mit dem Sumōringen begann. Sein Lehrer war Takamiyama Daigoro. 1993 nahm er an der ersten Kampfveranstaltung der Ultimate Fighting Championship (UFC), UFC 1: The Beginning, teil, wo er im Viertelfinale Gerard Gordeau unterlag.
Von 2010 bis 2020 spielte er in der Krimiserie Hawaii Five-0 den Imbissbudenbesitzer Kamekona Tupuola. Diese Figur war in den ersten sieben Staffeln eine feste Nebenrolle, ehe sie 2018 ab der achten Staffel zu einer Hauptrolle aufgewertet wurde. Er wirkte als Schauspieler von 1993 bis 2020 in einigen Film- und Fernsehproduktionen mit.
Taylor Wily war Mitglied der Kirche Jesu Christi der Heiligen der Letzten Tage. Er starb am 20. Juni 2024, sechs Tage nach seinem 56. Geburtstag, in Hurricane, Utah, und hinterließ seine Frau und zwei Kinder.

## Filmografie
- 1993: UFC 1: The Beginning
- 1996: One West Waikiki (Fernsehserie, Folge 2x12)
- 2004: North Shore (Fernsehserie, Folge 1x09)
- 2008: Nie wieder Sex mit der Ex (Forgetting Sarah Marshall)
- 2010–2020: Hawaii Five-0 (Fernsehserie, 144 Folgen)
- 2012: The Amazing Race (Fernsehserie, Folge 20x11)
- 2017: MacGyver (Fernsehserie, Folge 1x18)
- 2018–2020: Magnum P.I. (Fernsehserie, 7 Folgen)